# Cece
Cece é uma vila da Hungria, situada no condado de Fejér. Tem 58,85 km² de área e sua população em 2019 foi estimada em 2.589 habitantes.